# Du spielst 'ne tolle Rolle
Du spielst 'ne tolle Rolle is een lied geschreven door Hans Carste (muziek) en Hans Bradtke (tekst).

## Willy Haraga
In 1962 nam de Duitse schlagerzanger Willy Haraga het op. Een single verscheen op het Philipslabel. Het stond vanaf maart 1962 vier weken in de Duitse hitparade (50e plaats). Internationaal was er geen succes weggelegd voor deze versie.

## Nat King Cole
In het voorjaar van 1963 nam Nat King Cole het op in een vertaling van Charles Tobias. De titel wijzigde daarbij in Those lazy-hazy-crazy days of summer. Die titel gebruikte Nat ook voor zijn album. Beide verschenen in 1963. De single haalde de zesde plaats in de Billboard Hot 100 in 1963. Het plaatje verscheen noch in Nederland noch in België in de hitparades, waarschijnlijk omdat het als jazzplaatje daarvoor niet in aanmerking kwam.

## Andere artiesten
De volgende artiesten namen het nummer ook op
- in 1963 nam Tony Vos het op in het Nederlands (titel: Een zwoele zotte zomer)
- in 1963 nam Gustav Winckler het op in het Deens (titel: En ærlig, kærlig, særlig herlig sommer)
- in 1963 nam Hedi Armano het op in het Fins (titel: On tullut meille teille)
- in 1963 nam Frankie Davidson het op voor een single
- in 1964 nam Marcel Amont het op in het Frans: Dansez dans ces dancings
- in 1965 nam een onbekende Frank Clark het op
- in 1965 Wayne Newton
- Tex Williams (Granite Records met B-kant Nowhere West Virginia)
- Rolf Kühn verzorgde een instrumentale versie in 1971.
- in 1986 nam Engelbert Humperdinck het op
- in 1998 Lou Rawls
- er zijn tal van amateurversies te vinden op YouTube

### NPO Radio 2 Top 2000
Those Lazy-Hazy-Crazy Days of Summer (Nat King Cole) stond alleen in 2000 in de NPO Radio 2 Top 2000, op plek 1980.